# Сборная Нидерландских Антильских островов по футболу
Сборная Нидерландских Антильских островов по футболу (нидерл. Nederlands-Antilliaans voetbalelftal; папьям. Selekshon Antiano di futbòl) — бывшая национальная футбольная сборная, представлявшая Нидерландские Антильские острова на международных футбольных матчах.
До 1948 года была известна под названием сборная Кюрасао, пока Кюрасао и близлежащие острова не были переименованы в Нидерландские Антильские острова. Аруба отделилась в 1986 году и имеет свою футбольную команду. В октябре 2010 года Нидерландские Антильские острова были распущены; Кюрасао и Синт-Мартен стали самостоятельными субъектами Королевства Нидерландов, а Бонайре, Синт-Эстатиус и Саба вошли непосредственно в Нидерланды в качестве специальных муниципалитетов. Сборная Кюрасао стала правопреемником сборной НАО в КОНКАКАФ и ФИФА; сборная Синт-Мартена была создана ещё раньше, входит в КОНКАКАФ, но не является членом ФИФА.
В последнем рейтинге ФИФА, включавшем сборную НАО (февраль 2011), она находилась на 150-м месте.

## Чемпионат мира
- 1930 до 1954 — не участвовала
- 1958 до 2010 — не прошла квалификацию

## Золотой кубок КОНКАКАФ
- 1991 — не участвовала
- 1993 — отозвала заявку
- 1996 до 2000 — не прошла квалификацию
- 2002 — не участвовала
- 2003 — не прошла квалификацию
- 2005 — отозвала заявку
- 2007 — не прошла квалификацию

## Панамериканские игры
- 1951 — не участвовала
- 1955 — бронзовая медаль
- 1959 до 2003 — не участвовала